# Danielle Jacqui

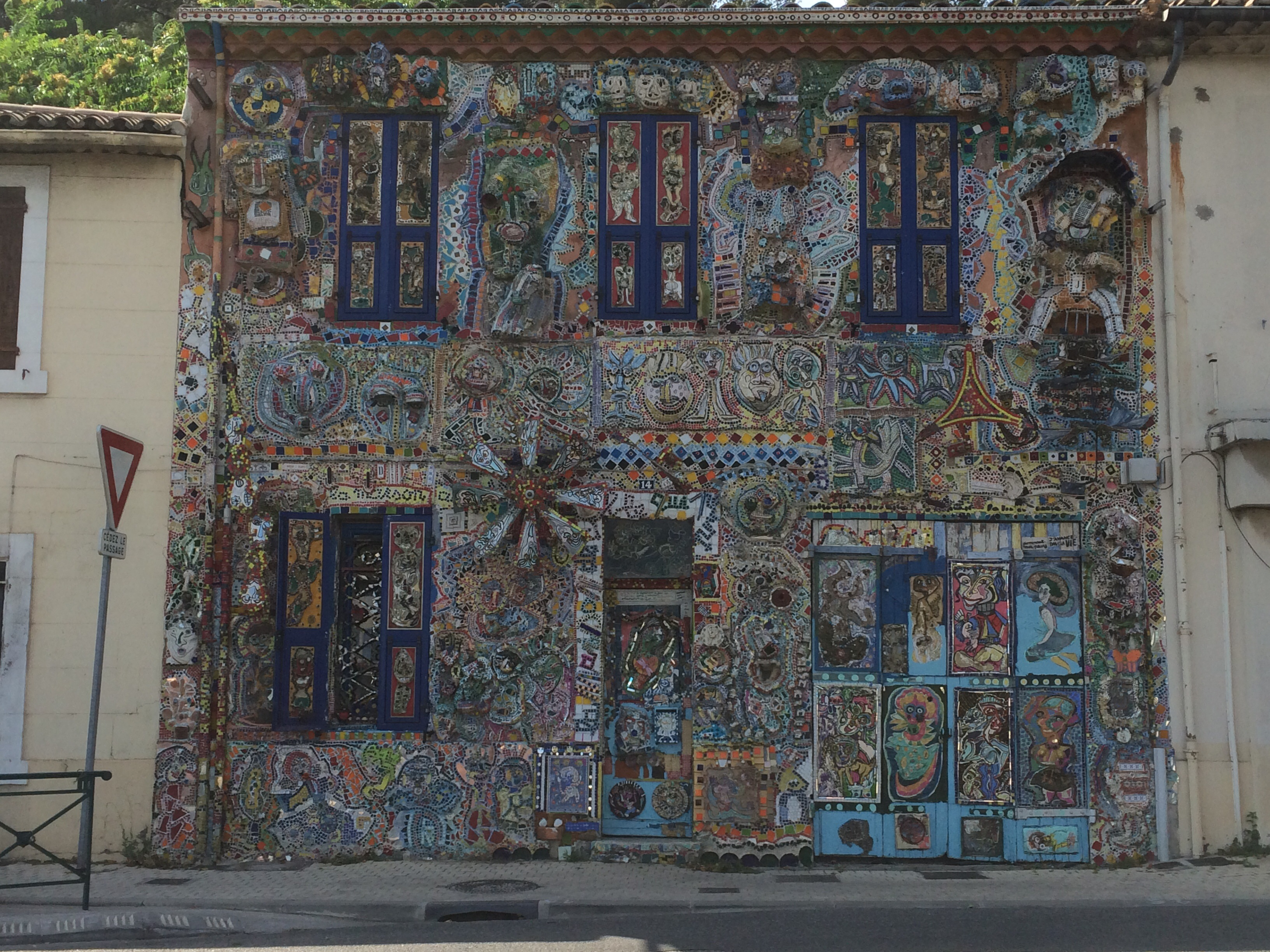
Danielle Jacquis Haus, Pont-de-l'Etoile, Roquevaire, 2015

Danielle Jacqui (* 2. Februar 1934 in Nizza) ist eine französische Malerin, Bildhauerin und Künstlerin der Art brut.

## Leben
Danielle Jacquis Vater war Juwelier und ihre Mutter eine feministische Aktivistin und Frauenrechtlerin, die sich später der Résistance anschloss. Die Eltern trennten sich, als Danielle ein Kleinkind war, und sie kam in verschiedene Übergangsheime und Internate. Später wurde sie in einer Pflegefamilie bei einem Lehrerehepaar untergebracht, das die Methode des französischen Pädagogen Célestin Freinet vertrat, bei der die freie Meinungsäußerung der Schüler gefördert wurde. Sie besuchte eine Schule, die nach dem liberalen, kooperativen und schülergeleiteten Ansatz der Freinet-Pädagogik ausgerichtet war. Bis auf den schulischen Kunstunterricht erhielt sie nie eine formale Ausbildung.
Am Ende des Zweiten Weltkriegs verließ Jacqui die Schule nach dem zehnten Schuljahr, heiratete 1952 im Alter von 18 Jahren einen Maurer und führte ein provinzielles Familienleben. Das Paar bekam vier Kinder und führte gemeinsam ein Baugeschäft. 1961 zog die Familie nach Pont-de-l'Etoile, Roquevaire. Für ihre Kinder stellte sie kleine Statuetten aus Ton her. In den 1960er Jahren, bevor sie mit der Malerei begann, hatte Jacqui in ihrem ersten „Haus auf dem Hügel“, wie sie es nannte, einige Wanddekorationen angefertigt. Nach der Scheidung im Jahr 1970 wurde sie mit Antiquitäten und Gebrauchtwaren Trödelhändlerin auf einem Flohmarkt, eine Tätigkeit, der ihr einen taktilen Sinn für Objekte und unter anderem eine Vorliebe für Recycling vermittelte. Sie begann zu malen und stellte ihre Gemälde, Assemblagen und ungewöhnlichen Stickereien an ihren Ständen aus, neben gefundenen und restaurierten Gegenständen. Bald darauf lernte sie ihren zweiten Ehemann Claude Leclercq († 2000) kennen, ebenfalls Antiquitätenhändler; er teilte ihr künstlerisches Interesse und förderte ihre Arbeit.

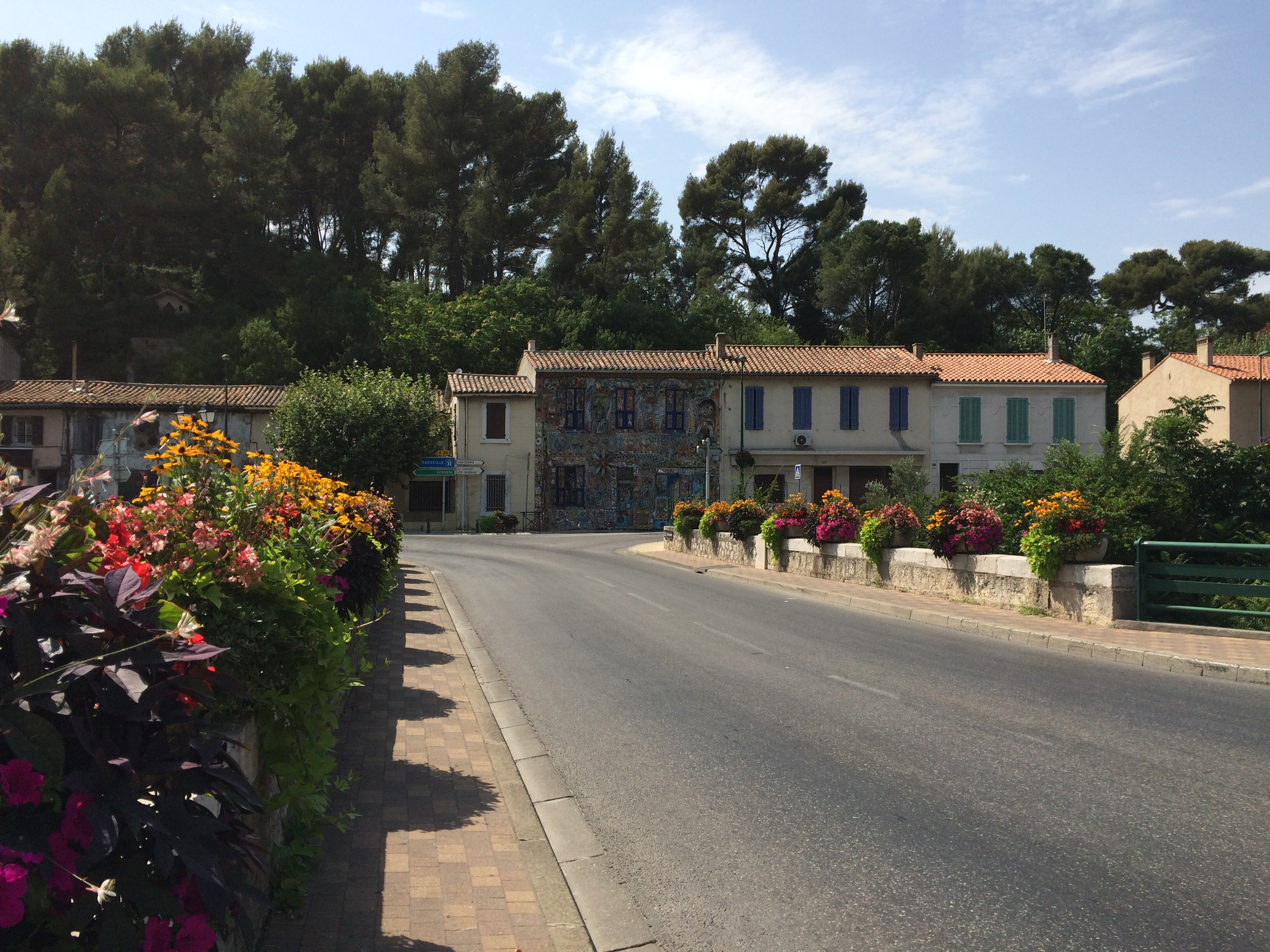
Das Haus von der Brücke über die Huveaune aus gesehen

Im Laufe der Zeit erhielt Jacqui die Unterstützung einiger Persönlichkeiten aus der Welt der Art Brut, wie Alphonse Chave von der Galerie Chave, George Viener von der Outsider Folk Art Gallery, John und Maggie Maizels von Raw Vision und der Fotograf der „Artistes Brut“ Mario del Curto, der ihr half, ihre Werke der Öffentlichkeit zu zeigen und sich zu etablieren. 1982 konnte sie sich schließlich ein kleines Haus in Pont-de-l'Etoile, Roquevaire kaufen. Ab 1983 begann sie, das Haus, das sie mit ihrem Ehemann bewohnte, innen und außen mit Wanddekorationen zu schmücken. Damit geriet sie in Konflikt mit der Gemeindeordnung von Roquevaire, da es sich um nicht genehmigte Kunst im öffentlichen Raum handelte.
Im Rahmen verschiedener Projekte arbeitete Jacqui mit der Gruppe von Grenzgängern um den Maler und Bildhauer Raymond Reynaud zusammen, dem Gründer des „Atelier du Quinconce Vert“, einer Werkstatt für autodidaktische Maler. Als mittlerweile anerkannte Künstlerin gründete und organisierte sie 1990 das „Festival International d'Art Singulier“ in Roquevaire, um andere Künstler zu unterstützen und zusammenzubringen, die ihrer Meinung nach außerhalb der normativen Kategorien des Kunstbetriebes stehen. Im Jahr 2001 wurde das Festival ins nahe gelegene Aubagne verlegt, wo alle zwei Jahre ein Programm mit Werken von Autodidakten präsentiert wird.
Ab November 2006 war Jacqui Artist-in-Residence in Aubagne und verbrachte die nächsten acht Jahre mit der Arbeit an ihrem großen Keramikkunstwerk „ORGANuGAMME“. Sie lebt in ihrem Haus in Roquevaire, das sie für interessierte Besucher öffnet. 2022 veröffentlichte sie Le roman de celle qui peint im Verlag „Noir sur blanc“.

## Werk
Jacqui wurde zu einer der wichtigsten Vertreterinnen der „Art Singulier“ (Randkunst). Sie signiert ihre Werke nicht mit ihrem Namen, sondern mit dem Pseudonym „Sie, die malt“. Ihr Werk umfasst Schreiben, Zeichnen, Malen, Sticken, Keramik, Skulptur und Assemblage. Ab Mitte der 1980er Jahre fertigte sie anthropomorphe Stickereien an, die einen wesentlichen Teil ihres Werks ausmachen und nähte Puppen und Puppenkleider, die sie teils weiter bemalte und mit Federn, Anstecknadeln und Knöpfen verzierte.

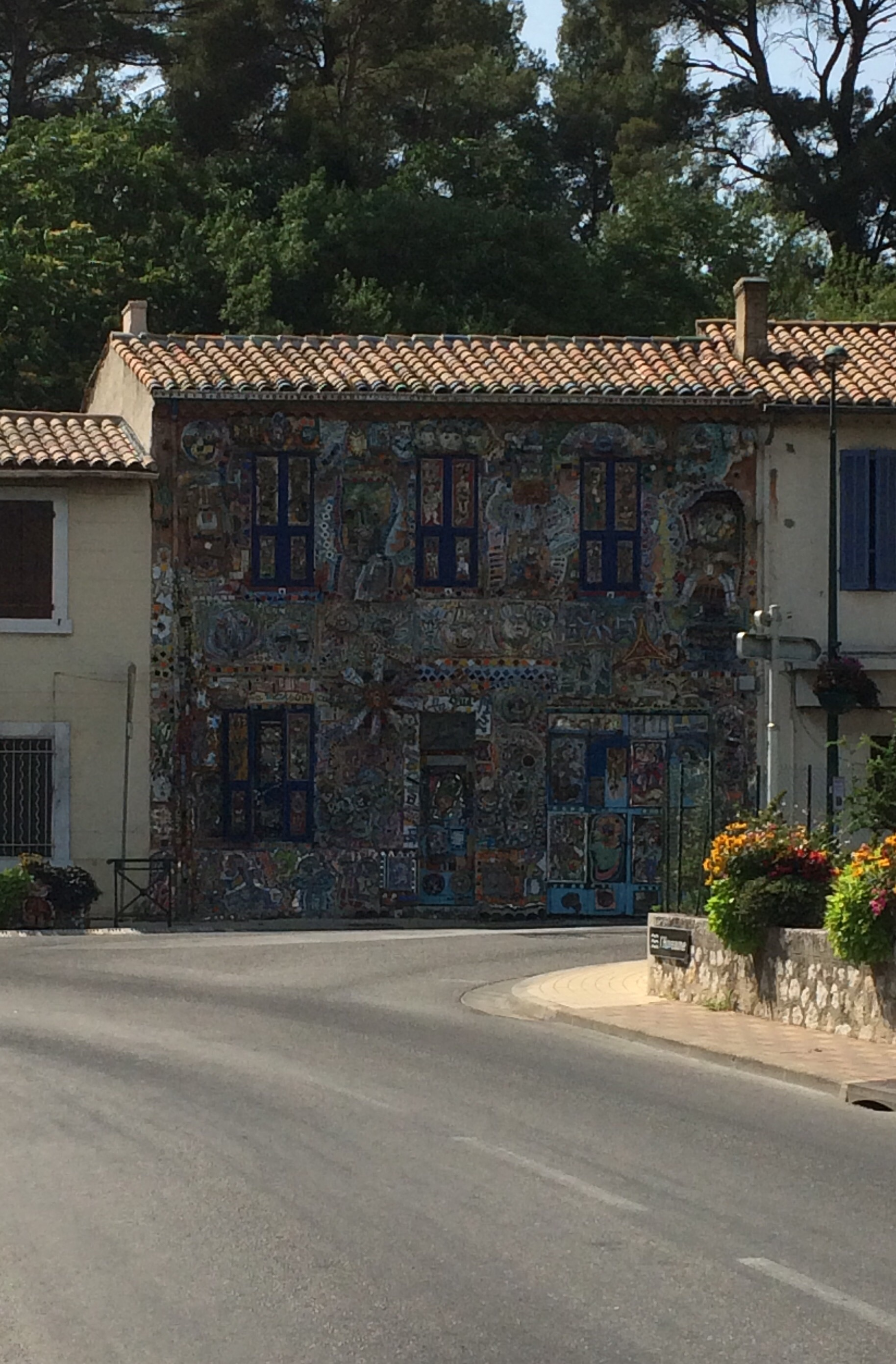
Das Haus, 2015

Inspiriert durch das Haus des Außenseiterkünstlers Robert Tatin, begann Jacqui ab 1982 das Äußere und Innere ihres eigenen Hauses in Roquevaire völlig umzugestalten, wofür sie in der Anfangsphase zehn Jahre brauchte. Sie dekorierte und füllte alle Zimmer, einschließlich Küche und Bad, vom Boden bis zur Decke mit Gemälden, Skulpturen, Stickereien, ihren Puppen, Textilien, Knöpfen, Mosaiken, Muscheln und anderen Gegenständen. Auch die Möbel sind mit ihren Bildern, Collagen und Skulpturen bedeckt. Einen Raum im hinteren Teil formte sie zu einer fantastischen Grotte, die in einen Garten mit Totems mündet. Die Außenfassade überzog sie mit Mosaiken und verschiedenen Fundstücken. Sie fertigte die Dekorationen in der Regel auf Sperrholzplatten an, die sie dann an den Wänden befestigte, doch die Witterungseinflüsse zersetzten die Fassade, so dass sie immer wieder restauriert werden musste. Wenn die Schäden irreparabel waren, entfernte Jacqui alles und gestaltete eine neue Platte. Ab dem Jahr 2000 verwendete sie Zement und Glas, und überzog die Fugen mit Acrylfarbe, was die Haltbarkeit verbesserte. Die farbige Fassade ist mit einer Vielzahl von menschlichen Köpfen, Fischen und Tieren sowie kleinen Windmühlen mit sich überlappenden Flügeln als Segel bedeckt. Jacqui verwandelte das Haus in ihr „eigenes, grenzenloses Universum“. Sie kommentierte ihre Arbeit: „Meine Fassade ist viel mehr als eine einfache Dekoration: Sie ist eine Botschaft, eine Willensbekundung angesichts des architektonischen Konservatismus der Provence, wo die Wände gelb, gut gemacht und einander sehr ähnlich sein müssen. Meine Fassade ist meine Freiheit“. 1999 wurde ein „Verein der Freunde von Danielle Jacqui“ gegründet, um die Entwicklung, die Förderung und den Schutz ihres Werks zu unterstützen. Seit November 2021 läuft ein von der Regionaldirektion für kulturelle Angelegenheiten („Direction régionale des Affaires culturelles“, DRAC) eingeleitetes Verfahren, um das Haus in das Verzeichnis der historischen Denkmäler aufzunehmen.
An dem ursprünglich als Reliefskulptur geplanten Großkunstwerk „ORGANuGAMME“ arbeitete Jacqui von 2006 bis 2014. Nach einem mit den Behörden der Aubagne vereinbarten Plan sollte es die Fassade des örtlichen Bahnhof werden. Ein kleiner Teil wurde während der „Internationalen Keramikbiennale Argilla“ 2013 in Aubagne aufgestellt und ein weiterer Teil in Marseille anlässlich der Ernennung von Marseille-Provence zur Kulturhauptstadt Europas. Letztlich wurde ein großer Teil des ORGANuGAMME der Schweizer Gemeinde Renens übergeben. Von 2015 bis zur Fertigstellung und Eröffnung 2022 arbeitete Jacqui auf dem Gelände des Herrenhauses „La Ferme des Tilleuls“, ein Ausstellungs- und Veranstaltungszentrum für zeitgenössische Kultur,  eng mit dem Architekten Jean-Gilles Décosterd zusammen und konzipierte eine neue Anordnung der Keramiken als riesige dreidimensionale Installation auf einem Metallgerüst. Das Totem besteht aus 36 Tonnen Keramik in über 4.000 Teilen. Ein weiterer Teil befindet sich im „ORGANuGAMMusEum“ in Draguignan. Ein weiteres zwölf Meter langes Stück ist als Freskoskulptur im Musée international d’art naïf Anatole Jakovsky aufgestellt.

## Ausstellungen und Sammlungen (Auswahl)
Erste Ausstellungen ihrer Bilder hatte sie in Marseille 1973. Ab 1973 stellte sie in Europa, den Vereinigten Staaten und Japan aus, unter anderem in
- La Fabuloserie, Charny Orée de Puisaye
- Musée de la Création Franche, Bègles
- American Visionary Art Museum, Baltimore[2]
- 2002: Pintura Naíf del Museo Internacional de Arte Naíf Anatole Jakovsky, Museo de Arte de Puerto Rico, San Juan
- 2008: Danielle Jacqui, Musée international d’art naïf Anatole Jakovsky, Nizza
- 2010: Insita 2010,  9. Internationale Trienniale Self-Taught Art, Slowakische Nationalgalerie, Bratislava
- 2013: Raw Vision, Halle Saint Pierre, Paris
- 2016: Underbrut, La Friche Belle de Mai, Marseille
- 2022: Féminin plurielles. Musée Cérès Franco, Montolieu (Gemeinschaftsausstellung)[9]
- 2023: Of Their Time (7), A Look At Private Collections, FRAC Nord-Pas de Calais, Dunkerque[10]
- 2023: Visages, Collection de l’art brut, Lausanne[11]

Werke  von ihr befinden sich in öffentlichen und privaten Sammlungen:
- Musée de la Création Franche, Bègles
- Musée international d’art naïf Anatole Jakovsky, Nizza
- Collection de l’art brut, Lausanne[8]
- Musée de l’Art en Marche, Lapalisse
- Museum La Fabuloserie, Dicy
- Musée Cérès Franco, Montolieu
- Folk Art Society of America, New York City
- American Folk Art Museum, New York City[12]
- Banana Factory, Bethlehem, Pennsylvania
- American Visionary Art Museum, Baltimore
- Colossal d’Art Brut ORGANuGAMME II. Permanente Großskulptur, „La Ferme des Tilleuls“, Renens[13]
- 2019 wurde im französischen Draguignan in der romanischen „Chapelle Saint-Sauveur de Draguignan“ ein Danielle Jacqui gewidmetes Museum eingeweiht. Das „ORGANuGAMMusEum“  umfasst rund 150 Werke aus der Zeit von 1970 bis heute.[3]

## Veröffentlichungen
- Danielle Jacqui: Le roman de celle qui peint. Les Éditions Noir sur blanc, 2022, ISBN 978-2-88250-798-3